# Ionel Dănciulescu
Ionel Daniel Dănciulescu (né le 6 décembre 1976 à Slatina, Județ d'Olt, Roumanie) est un ancien joueur de football roumain,  qui évoluait au poste d'attaquant.

## Biographie
Figure emblématique du Dinamo Bucarest,il a également joué 4 ans et demi pour le rival Steaua Bucarest. Dans la seconde moitié de la saison 2004-05, il est prêté en Chine dans le club de Shandong Luneng.
En 1997, il est transféré chez le grand rival du Dinamo, le Steaua Bucarest où il a probablement eu la meilleure période de sa carrière. Il a joué 5 saisons pour 129 matchs et 53 buts. Lors des saisons 1997-1998 et 2000-2001, il remporte le titre de champion.
Après avoir marqué beaucoup de buts contre le Dinamo, il devient un fan du Steaua et de l'ambiance des matchs.
Dans la seconde partie de la saison 2001-2002, Danciulescu entre en conflit avec Gigi Becali le patron du Steaua Bucarest et avec Victor Piturca, l'entraîneur du Steaua, ce qui le pousse vers la sortie.
Il signe avec le Dinamo Bucarest une fois de plus mais cette période fut sûrement la plus dure de sa carrière.
Les fans du Dinamo Bucarest le détestent pour son passé chez le Steaua et beaucoup de gens pensaient qu'il était temps qu'il parte. Il ne joua presque pas lors de sa première saison dans le championnat sous ses nouvelles couleurs mais le plus souvent en 2e division.
Après avoir marqué 16 buts en 26 matchs lors de la saison suivante, les fans l'acceptèrent et il devient le meilleur buteur du club avec Claudiu Niculescu, la presse roumaine le surnomma « Couple N&D » qui continue d'exister au Dinamo Bucarest.
En 2004, il est nommé « footballeur roumain de l'année », après être devenu le meilleur buteur 2003-2004 de la saison de Liga I et il marqua 2 buts en 5 matchs avec l'équipe nationale.
En août 2008, il a été le 4e meilleur buteur dans l'histoire de la Liga I (avec 173 buts) derrière Dudu Georgescu, Rodion Cămătaru et Marin Radu. Il devient le meilleur buteur lors de la saison 2007-2008, en marquant 21 buts pour le Dinamo Bucarest, avec lequel il fut capitaine à plusieurs reprises lors de cette saison.
Il signe à l'été 2009 au Hércules Alicante, club qu'il espère faire monter en Primera División.

### Buts internationaux
| 0   | Date          | Lieu                                        | Compétition  | Résultat | Adversaire | Détail | Détail        | Détail | Sél. |
| --- | ------------- | ------------------------------------------- | ------------ | -------- | ---------- | ------ | ------------- | ------ | ---- |
| 1er | 28 avril 2004 | Stadionul Giulești (en), Bucarest, Roumanie | Match amical | V 5-1    | Allemagne  | 35e    | du pied droit | 3-0    | 3e   |
| 2e  | 28 avril 2004 | Stadionul Giulești (en), Bucarest, Roumanie | Match amical | V 5-1    | Allemagne  | 43e    | de la tête    | 4-0    | 3e   |

## Palmarès

### Clubs
- Steaua Bucarest (4)
  - Liga I : 1997-98, 2000-01
  - Coupe de Roumanie : 1998-99
  - Supercoupe de Roumanie : 2001

- Dinamo Bucarest (8)
  - Liga I : 2001-02, 2003-04, 2006-07
  - Coupe de Roumanie : 2002-03, 2003-04, 2011-12
  - Supercoupe de Roumanie : 2005, 2012

- Shandong Luneng
  - Coupe de Chine :
    - Finaliste : 2005

### Distinctions individuelles
- Élu Footballeur roumain de l'année 2004
- Meilleur buteur du championnat roumain : 2004 et 2008